# TransMilenio

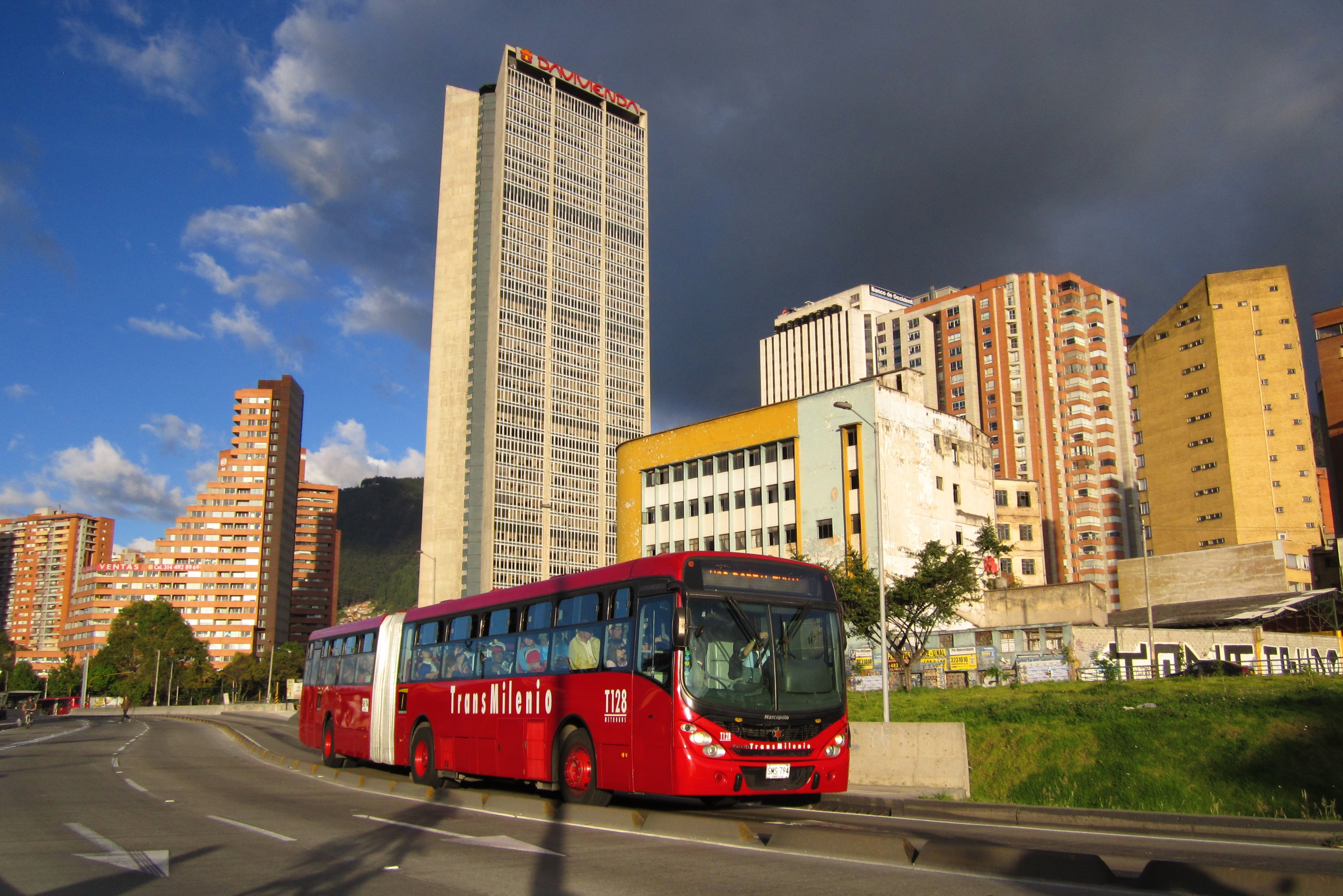
Transmilenio, no Centro de Bogotá

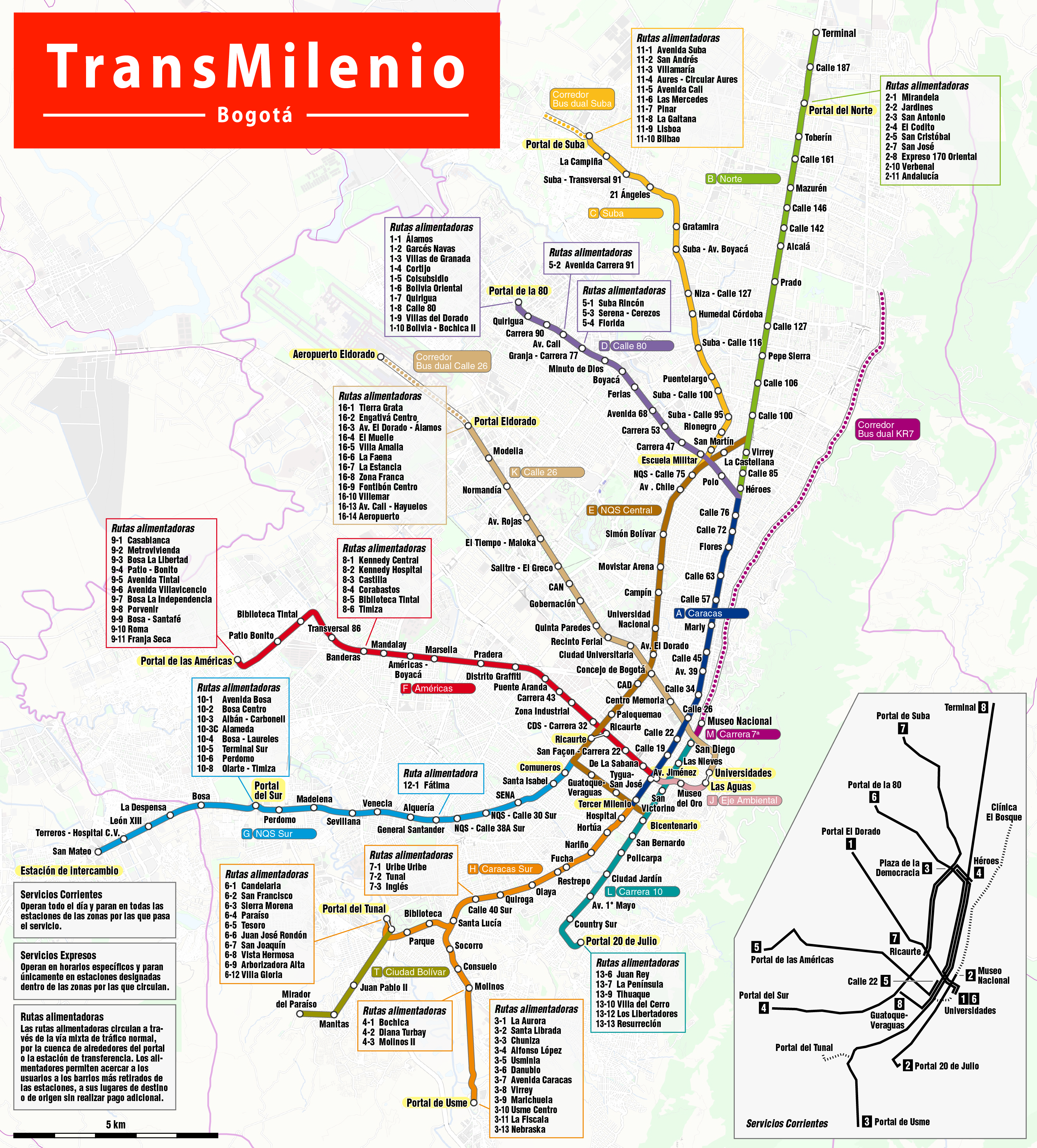
Mapa de rotas em Bogotá

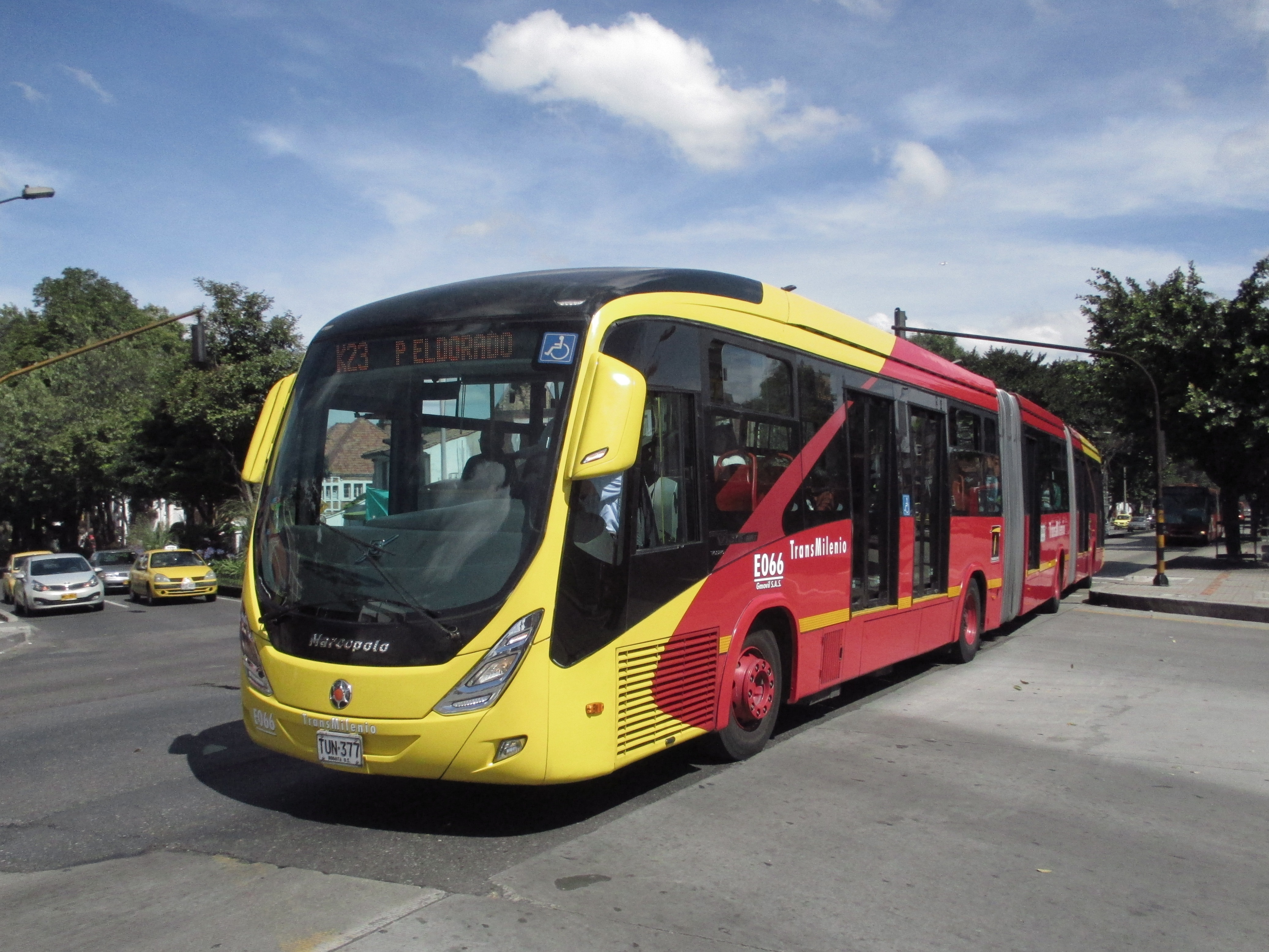
Modelo do ônibus Marcopolo Viale BRT do Transmilenio em Bogotá, Colômbia

TransMilenio é um sistema de transporte público metropolitano de veículo leve sobre pneus (VLP)  que funciona na cidade de Bogotá, Colombia. A construção iniciou em 1998, durante a administração do Prefeito Enrique Peñalosa Londoño, e sua inauguração aconteceu no dia 18 de dezembro de 2000, com as troncais da Avenida Caracas até a Avenida dos Comuneros (Calle Sexta) e a Calle 80. Novas troncais tem sido habilitadas desde então, e tem outras em andamento.
A rede do TransMilenio está inspirada na Rede Integrada de Transporte de Curitiba, mas com algumas melhorias que permitiram ao TransMilenio contar com uma capacidade de carregamento de passageiros superior à de Curitiba. A principal melhoria é que os ônibus transitam por canaleta segregada, sem cruzamentos em nível, com duas faixas em cada direção, permitindo assim ultrapassagem entre os veículos, o que possibilitou a operação de linhas expressas na faixa adicional, conseguindo atingir velocidades de operação maiores que as de Curitiba.
Bogotá construiu os primeiros 40 km de faixas em um terço do tempo e um sexto custo do que criaria um metrô subterrâneo do mesmo comprimento. Em 2000, seu primeiro ano de operação, o TransMilenio reduziu o tempo médio de deslocamento de 90 minutos para 70. Os ônibus do sistema são tão rápidos quanto o metrô de Nova York e transportam 2,4 milhões de passageiros por dia, mais do que a maioria dos metrôs europeus. Se o TransMilenio não tivesse sido construído, o PIB de Bogotá seria 1% mais baixo do que é, de acordo com um estudo da Universidade da Califórnia em Berkeley. Porém, como o sistema não foi conservado pelas sucessivas administrações desde que foi inaugurado, sendo comum a imagem de catracas quebradas e portas de ônibus congestionadas sem reparo; o TransMilenio passou a sofrer contestações entre os colombianos em 2020.

## Antecedentes
O TransMilenio é parte do sistema integrado de transporte de Bogotá, que inclui a rede de ciclovias e projetos futuros de trem e da primeira linha de metrô na cidade.
Financiado a partir de um percentual de sobretaxa sobre o combustível e as contribuições do Distrito de Bogotá e do governo nacional, foi possível iniciar o serviço. Hoje sua manutenção, construção de infra-estrutura e viário é realizada pelo Instituto de Desenvolvimento Urbano (Instituto De Desarollo Urbano), órgão da prefeitura municipal responsável por obras viárias da cidade.
O sistema consiste em veículos articulados perfazendo trajetos estabelecidos e fazendo paradas fixas nas estações exclusivas. O TransMilenio é um Bus Rapid Transit (BRT) com corredores segregados, via dupla - permitindo ultrapassagem - e cobrança da passagem antes do embarque. Os usuários pagam desde a última reforma tarifária $1800 pesos (cerca de R$ 2.3 ou € 0,69) de uma passagem durante os horários de pico (6:00 - 8:29, 9:30-15:29 e 16:30-19:29) e 1,500 pesos (cerca de R$ 1.9 dólares ou € 0,58) no horário de pico (4:00 - 05:59, 08:30 - 09:29, 15:30 16:29 e 19:30 até o final da operação).
O sistema é baseado na Rede Integrada de Transporte da cidade de Curitiba, mas com algumas diferenças, uma vez que as inovações foram incorporadas por projetos anteriores de BRT, como os desenvolvidos pela equipe de engenheiros em Bogotá. O sistema TransMilenio é o terceiro deste tipo desenvolvido na América Latina (o primeiro foi o de Curitiba no Brasil e o segundo o sistema de trólebus de Quito, no Equador), o primeiro na Colômbia e um dos mais bem-sucedido devido à alta densidade urbana de Bogotá e é por isso que foi tomado como um modelo para outros projetos deste tipo que estão sendo construídos em alguns países latino-americanos.

## Regime econômico e administrativo
O TransMilenio é um sistema cuja infraestrutura (corredores e estações) foi desenvolvido com recursos públicos e a administração, planejamento e organização do sistema a partir de uma empresa pública – a Transmilenio S.A. No entanto, os veículos utilizados na operação são de propriedade privada divididos entre duas empresas: A Angelcom e a Recaudo Bogotá. As receitas do sistema são divididas da seguinte maneira: 80% para os operados, 15% para os coletores de tarifas e 5% para o distrito de Bogotá. No setor dos operadores é necessário usar os recursos para manutenção, reparo e limpeza dos ônibus, sua operação, pagamento dos condutores e compra de frota.
Esse esquema se distingue do de Curitiba – inteiramente municipal – uma vez que o de Bogotá participam entes privados na operação dos ônibus e na arrecadação das tarifas.

## Funcionamento
O sistema tem vantagens sobre outros tipos de transporte que operam na cidade (ônibus de vários tipos e táxis), principalmente na segurança e velocidade. Além disso, ele pode ser usado por crianças, idosos, deficientes e mulheres grávidas, uma vez que as estações são acessíveis a pessoas com mobilidade reduzida. Além disso, os veículos têm assentos especiais para estas pessoas, que são azuis, diferindo do resto que são vermelhos.
Para ter acesso às estações, os usuários têm passarelas levando ao embarque, ou simplesmente ao atravessar a rua, através de um semáforo, ou através do sistema de alimentação por meio das estações de transferência.

## Críticas
Embora muitos usuários concordam que o sistema TransMilenio é uma grande melhoria sobre sistema de transporte público convencional, existem críticas sobre o sistema:
O sistema TransMilenio apresentada uma rápida deterioração dos corredores em que os ônibus circulam na Avenida Caracas e na Autopista Norte. De acordo com um estudo realizado pela Universidade Nacional da Colômbia, esta deterioração ocorreu aparentemente devido a um erro pela empresa mexicana de cimento Cemex no projeto.
Até dezembro de 2007, o Instituto de Desenvolvimento Urbano (IDU) teve de gastar com o conserto de placas danificadas aproximadamente 17.000 milhões de pesos.
Outra crítica frequente diz respeito a lotação durante o horário de pico e em outros momentos. Dado a capacidade dos ônibus (160 pessoas nos ônibus articulados) é difícil atender a demandas. Isso de torna evidente ao se comparar a capacidade de trens que podem levar até 1000 pessoas ou ao biarticulado de Curitiba que comporta 270 pessoas.
Há também reclamações no que diz respeito aos problemas de segurança, uma vez que há um elevado número de assaltos em ônibus - sobretudo de celular e carteiras, o que se dá devido a lotação do sistema. Há uma resposta do poder público na instalação de câmaras de segurança nas paradas e nos ônibus.
O sistema recebeu a avaliação de 6.9 de 10 por meio de consulta da Caracol Rádio em 2008.
No que diz respeito a poluição do ar, há reclamações referentes ao uso do diesel como combustível dos ônibus - mesmo com os ônibus poluindo menos que os ônibus tradicionais, que são mais antigos.
Em 2012, uma série de protestos ocorreram na cidade devido a qualidade do sistema e aos preços cobrados. O prefeito à época, Gustavo Petro, afirmou que o sistema tinha atingido seu limite, ao mesmo tempo que gerentes do projeto afirmavam que faltavam investimentos.